# Michel Suleiman
Michel Suleiman hoặc Sleiman (tiếng Ả Rập: ميشال سليمان phát âm tiếng Ả Rập: [miːʃaːl suleːmaːn], là tổng thống thứ 11 của nước Cộng hòa Liban từ năm 2008 đến năm 2014. Trước khi trở thành tổng thống, ông giữ cương vị Tổng Tư lệnh Lực lượng Vũ trang Liban từ năm 1998 đến năm 2008.
Sau khi chỉ huy Lực lượng Vũ trang Liban (LAF) Émile Lahoud nhậm chức tổng thống năm 1998, ông kế nhiệm Lahoud vào tháng 12. Suleiman sau đó được bầu làm tổng thống và tuyên thệ nhậm chức vào ngày 25 tháng 5 năm 2008.

## Thiếu thời và giáo dục
Suleiman sinh ngày 21 tháng 11 năm 1948 tại Amsheet trong một gia đình Công giáo dòng Maronite. Ông gia nhập quân đội Liban năm 1967 và tốt nghiệp Học viện Quân sự với quân hàm trung úy năm 1970. Ông có bằng cử nhân chính trị và khoa học quản trị tại Đại học Liban.
Trong suốt sự nghiệp quân sự của mình, ông cũng tham gia vào một số khóa huấn luyện quân sự:
- Huấn luyện quân sự, Học viện Quân sự Liban, 1970
- Khóa đào tạo nâng cao, từ ngày 7/1/1971 đến ngày 4/7/1971, Bỉ
- Khóa huấn luyện từ 9/2/1981 đến 17/7/1981 tại Pháp
- Bộ Chỉ huy và Đội ngũ Tham mưu, Chỉ huy và Cán bộ, bắt đầu từ 6/6/1988 trong 52 tuần
- Khóa học Quản lý quốc tế, Hoa Kỳ, từ 22/6/1995 đến 25/7/1995

## Binh nghiệp
Trong thời gian quân ngũ, ông đã từ lãnh đạo một trung đoàn bộ binh sang Tư lệnh tiểu đoàn, và sau đó đảm nhiệm vị trí huấn luyện viên tại Học viện Quân sự và là hạ sĩ quan. Từ ngày 25 tháng 12 năm 1990 đến ngày 21 tháng 8 năm 1991, ông được bổ nhiệm làm trưởng ban tình báo Núi Liban. Lực lượng cảnh sát Liban tại Núi Liban đã bắt giữ hàng trăm người biểu tình chống Syria và một số người bị tra tấn. Ngày 25 tháng 8 năm 1991, ông được bổ nhiệm lại vào chức vụ Tổng thư ký Quân đội cho đến ngày 10 tháng 6 năm 1993. Ông là Tổng Tư lệnh của Lữ đoàn bộ binh 11 từ 6 tháng 6 năm 1993 đến ngày 15 tháng 1 năm 1996, thời kỳ chứng kiến những cuộc đối đầu dữ dội với lực lượng Israel ở phía Tây thung lũng Beqaa và Nam Liban. Ngày 15 tháng 1 năm 1996, ông được bổ nhiệm làm Tổng Tư lệnh Lữ đoàn Bộ binh 6 và giữ chức vụ này cho đến ngày 21 tháng 12 năm 1998 khi ông được bổ nhiệm làm Tổng Tư lệnh Lực lượng Vũ trang Liban. Ông được bổ nhiệm làm Tổng Tư lệnh Lực lượng Vũ trang Liban, mặc dù có hàng chục sĩ quan cao cấp và thâm niên hơn ông. Việc ông được bổ nhiệm được cho là kết quả của mối quan hệ với gia đình một quan chức cấp cao Syria.
Ngày 19 tháng 5 năm 2007, quân đội Liban có một cuộc xung đột kéo dài với Fatah al-Islam, một tổ chức khủng bố có trụ sở tại trại tị nạn Nahr al-Bared, miền Bắc Liban. Cuộc xung đột kéo dài đến ngày 2 tháng 9 năm 2007 và kết thúc với sự kiểm soát hoàn toàn của Quân đội Liban ở đây và thất bại hoàn toàn của Fatah al-Islam. 170 lính Liban, 226 thành viên của Fatah al-Islam và 64 thường dân (chủ yếu là người tị nạn Palestine) đã thiệt mạng trong cuộc xung đột. Do một số lý do, bao gồm việc cân bằng lợi ích của người dân Liban, và sự an toàn của người tị nạn Palestine tại Liban, Suleiman buộc phải tiến hành xung đột với thận trọng cực kỳ và đã thành công, được hậu thuẫn bởi sự ủng hộ của người dân với LAF.
Ngày 7 tháng 5 năm 2008, một cuộc khủng hoảng chính trị diễn ra giữa người ủng hộ chính phủ và phe đối lập khi Hezbollah tuyên bố rằng quyết định của chính phủ tuyên bố mạng lưới viễn thông riêng của nhóm Hezbollah này là bất hợp pháp và giảm lực lượng an ninh tại Sân bay quốc tế Beirut là "tuyên bố chiến tranh". Chiến tranh nổ ra trên khắp đất nước, với các đồng minh của Hezbollah trong "Liên minh 8 tháng 3" là Phong trào Amal và Đảng Xã hội Dân tộc Syria dễ dàng đánh bại đối thủ của họ trong "Liên minh 14 tháng 3" là Phong trào Tương lai và Đảng Xã hội Tiến bộ. Cuộc chiến kéo dài đến 14 tháng 5 năm 2008 khi chính phủ Liban hủy bỏ hai quyết định trên theo đề nghị của Suleiman. Khi cuộc khủng hoảng chấm dứt, Suleiman bị một số nhà bình luận và chính trị gia chỉ trích vì ông không cho quân đội trực tiếp can thiệp vào cuộc đụng độ vũ trang mà thay vào đó lại cố gắng tách quân đội ra khỏi các nhân vật chính trị được bảo vệ. Mặt khác, những người khác bảo vệ lập trường của Suleiman bằng cách cho rằng cách duy nhất để duy trì sự thống nhất quân đội và ngăn chặn một cuộc nội chiến khác là để đảm bảo rằng nó vẫn không bị ràng buộc trong cuộc chiến chống lại người dân Liban.

### Những thành tựu quân sự
- Chống lại chủ nghĩa khủng bố và chủ nghĩa cực đoan đặc biệt là các thành tích sau:[2]
  - Phát hiện và chống lại các tổ chức khủng bố ở vùng núi cao và khô cằn ở Bắc Liban vào năm 2000, tiêu diệt hầu hết các thành viên của nó, tiêu diệt nó ở tất cả các vùng Liban và bắt các thành viên của nó.
  - Tấn công tổ chức của Fatah al-Islam trong trại tị nạn Nahr al-Bared vào ngày 20 tháng 5 năm 2007 nhằm phản ứng với vụ cướp vũ trang ngân hàng và hai vụ tấn công vào các căn cứ LAF ở gần trại.
- Ngăn chặn những người phản kháng Syria và các cuộc biểu tình chống Syria năm 2005.
- Hoàn thành việc tái bố trí quân đội Liban trên khắp đất đất nước sau khi quân đội Syria rút quân khỏi đất nước vào ngày 26 tháng 4 năm 2005 cùng với các cuộc xung đột năm 2007.
- Cơ cấu lại quân đội sau khi sửa đổi luật quân sự.[2]
- Phát hiện mã độc gián điệp Israel mang tên "Surprise at Dawn" vào ngày 6 tháng 6 năm 2006.[9]
- Đề xuất kế hoạch kết thúc Chiến tranh Liban 2006, với giải pháp thỏa hiệp các bên. Kế hoạch này bao gồm việc triển khai quân đội Liban ở phía Nam và trên biển, kế hoạch này được thực hiện chính xác và minh bạch, kết thúc vào ngày 2 tháng 10, quốc kỳ Liban được treo trên ngọn núi Labbouni nằm sát biên giới phía Nam cho thấy sự trở lại của chủ quyền Liban ở phía Nam.[2]

## Tổng thống

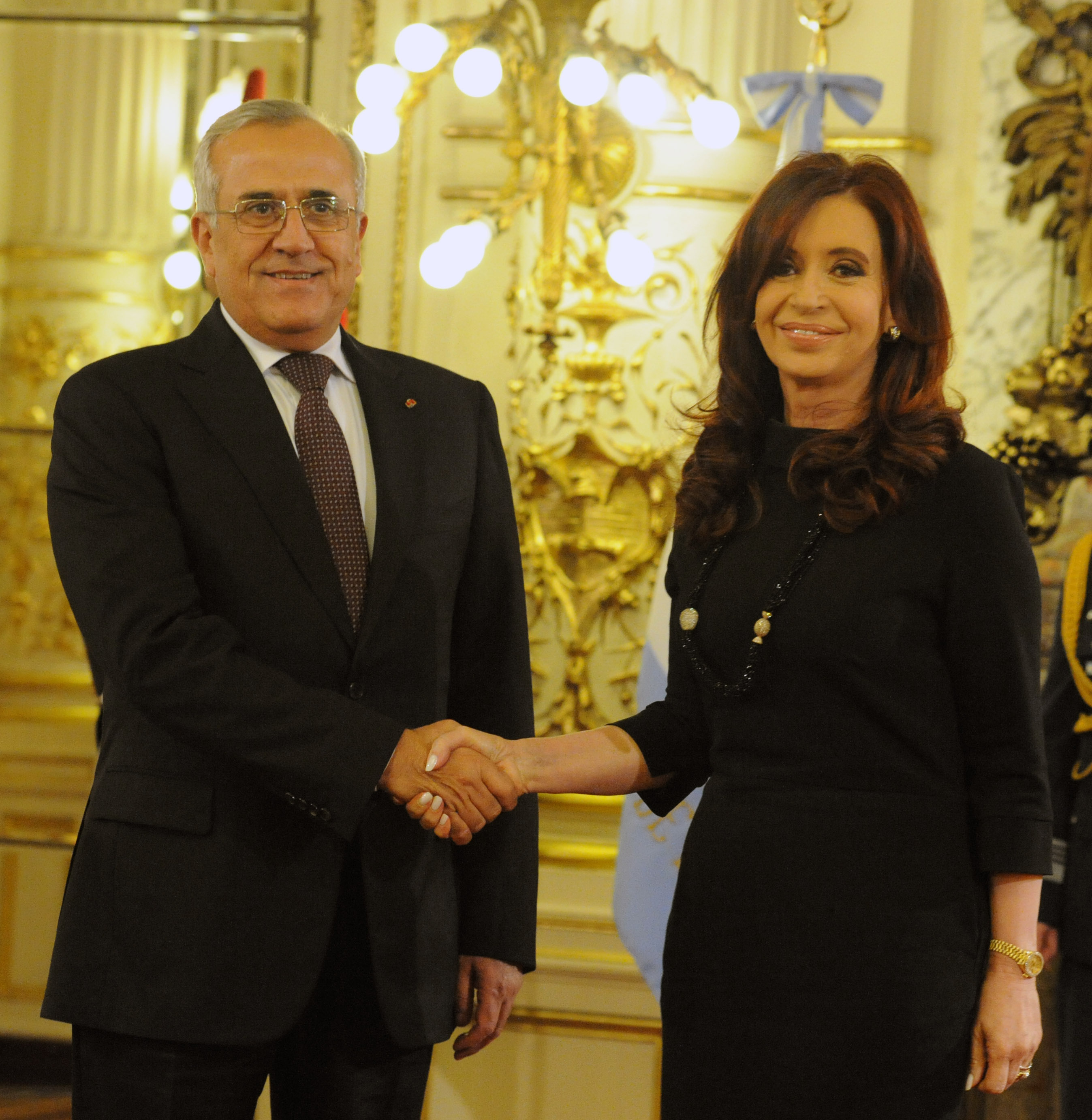
Michel Sleiman gặp tổng thống Argentina Cristina Kirchner tháng 10 năm 2012

Vào ngày 23 tháng 11 năm 2007, nhiệm kỳ của Émile Lahoud, tổng thống thứ 10, kết thúc. Vào thời điểm đó, chính trị Liban bị phân cực sâu sắc, với phe ủng hộ chính phủ (liên minh 8/3) và phe đối lập (liên minh 14/3). Hai phe này không thể thống nhất ai là tổng thống thứ 11, và vì vậy, theo hiến pháp của Liban, chức vụ tổng thống tạm thuộc về chính phủ với mong muốn thỏa thuận sẽ diễn ra ngay sau đó.
Một số cái tên tiềm năng như Michel Aoun, Nassib Lahoud, Boutros Harb nhưng chỉ có một ứng cử viên độc lập mới được cả hai bên chấp nhận. Michel Suleiman được chấp nhận là ứng viên duy nhất. Hầu hết các nhà bình luận cho rằng ông có được sự tin tưởng của cả chính phủ và phe đối lập, và sự tin tưởng của hầu hết các quốc gia Ả Rập, cũng như hầu hết các quốc gia phương Tây.
Khi cuộc bỏ phiếu cuối cùng được tổ chức tại Nghị viên vào ngày 25 tháng 5 năm 2008, Suleiman được bầu khi chiếm 118 phiếu bầu trong số 127 phiếu. Trong bài phát biểu nhậm chức, Suleiman hoan nghênh tất cả những nhân vật chính trị trong nước, thế giới Ả Rập và phần còn lại của thế giới. Ông cũng đã nhắc tới cuộc khủng hoảng chính trị giữa hai phe chính trị chính của nước này khi ông nói rằng "người dân đã cho ta sự tin tưởng từ họ để đáp ứng nguyện vọng của họ, chứ không phải hành hạ họ với tranh chấp chính trị nhỏ mọn của chúng ta".
Ngày 28 tháng 5 năm 2008, ông đã bổ nhiệm lại Fuad Siniora làm thủ tướng. Theo hiến pháp thì Siniora cần sự ủng hộ đa số từ các nghị sĩ nghị viện và Siniora đã chiếm đa số sự tin tưởng của các nghị sĩ trong nghị viện khi 68 nghị sĩ bỏ phiếu ủng hộ ông.
Không lâu sau khi đảm nhận chức vụ, ông yêu cầu dỡ bỏ các tấm áp phích mang hình ông tại các khu vực công cộng mặc dù ông "cảm ơn người dân, tổ chức vì sự ủng hộ và tình cảm".
Các ưu tiên trong nhiệm kỳ của tổng thống Suleiman được thể hiện rõ ràng: hòa giải dân tộc; bảo vệ nền độc lập, thống nhất và toàn vẹn lãnh thổ đất nước; củng cố hiến pháp; chống khủng bố; thực hiện các nghị quyết quốc tế về vấn đề Liban; chống lại các giải pháp đối với người Palestine tại Liban.
Tổng thống Suleiman đã tổ chức đối thoại quốc gia tại Dinh Tổng thống ở Baabda vào ngày 16 tháng 9 năm 2008 theo các điều khoản của Hiệp định Doha, và nhằm củng cố hòa giải và chống tranh chấp quốc gia.
Cùng với các vấn đề địa phương, ông đã trao đổi thăm viếng các lãnh đạo các nước một cách thân thiện và tham gia vào các hoạt động của các tổ chức khu vực và quốc tế, đặc biệt là Liên Hợp Quốc, nhằm củng cố quyền của Lebanon và bảo vệ lợi ích tối cao của mình.
Nhiệm kỳ của Suleiman kết thúc ngày 24 tháng 5 năm 2014 mà không có thống nhất về người kế nhiệm, gây ra một cuộc khủng hoảng chính trị đến tận cuối năm 2016.

## Giải thưởng, huân chương và danh dự
Xem chi tiết tại Michel Suleiman#Decorations, medals, awards and honors

## Cuộc sống cá nhân
Michel Suleiman kết hôn với Wafaa Suleiman và có ba người con: Rita, một nha sĩ sinh năm 1975, Lara, một kiến trúc sư sinh năm 1978 và Charbel, một bác sĩ sinh năm 1983. Tiếng mẹ đẻ của ông là tiếng Ả Rập và ông cũng là thông thạo cả tiếng Pháp và tiếng Anh.